# 日本藥劑師會
日本藥劑師會（日语：／ Nihon Yakuzaishi Kai）是由日本的藥劑師構成的團體。

## 历史
1893年由正親町實正等人設立。目前會員人數在97000人左右。主要進行關於西藥的教育活動，以及保護藥劑師利益的政治活動與遊說活動，在日本執業的藥劑師並未強制被要求加入此會。在武見太郎的全盛時期，甚至可說該會與日本牙醫師會同樣在武見太郎的支配下，也不算過份。
日本醫師會、日本牙醫師會、日本藥劑師會在日本一般被合稱為「三師會」。

## 外部連結
- （日語）公益社団法人日本薬剤師会 （页面存档备份，存于）